# Anita Farra
Anita Farra (Venezia, 15 luglio 1905 – Madrid, 7 agosto 1979) è stata un'attrice e sceneggiatrice italiana.

## Biografia
Nata a Venezia nel 1905, inizia a frequentare piccole compagnie teatrali della regione, l'arrivo al cinema avverrà solo nel 1936 con il film Bertoldo, Bertoldino e Cacasenno, con la regia di Giorgio Simonelli.
La carriera di attrice cinematografica composta di circa 31 film, nel periodo di circa 40 anni, è oltremodo discontinua, la Farra non riuscirà mai ad uscire da parti secondarie ed abbandonerà il lavoro per il grande schermo nel 1975, continuando a lavorare in teatro. Saltuarie anche le partecipazioni a programmi radiofonici degli anni trenta e quaranta dell'EIAR e della RAI.
Lavora spesso in Spagna, partecipando anche alla sceneggiatura del film Buongiorno, Madrid!.

### Il doppiaggio a Madrid
Nella primavera del 1943, la Farra si reca in Spagna per una serie di coproduzioni italo-ispaniche, suoi compagni di viaggio e lavoro sono Emilio Cigoli, Felice Romano, Franco Coop, Nerio Bernardi e Paola Barbara che già si trovava a Madrid insieme al marito, il regista Primo Zeglio. Dopo aver finito l'impegno con la produzione, il gruppo di attori italiani, considerate le condizioni di viaggio in tempo di guerra e lo stato dell'ordine in Italia, decide di rimanere nella capitale spagnola in attesa della fine degli avvenimenti bellici. Vengono contattati da un rappresentante della 20th Century Fox che offre loro la possibilità di lavorare al doppiaggio, in lingua italiana, delle pellicole della casa statunitense, per fare in modo, che a guerra finita, le pellicole potessero essere inserite nei circuiti delle sale italiane, considerato il fermo degli stabilimenti di doppiaggio a Roma.
Il gruppo di attori si mette al lavoro in uno studio di Madrid, dove vengono doppiate diverse pellicole tra cui Com'era verde la mia valle, La zia di Carlo, Il segno di Zorro, Il sospetto e Il pensionante. Queste pellicole arrivarono in Italia al seguito delle truppe di liberazione americane e dopo poco distribuite in visione nelle pubbliche sale.
Alla metà del 1945 gli attori fecero ritorno a Roma, dove ripresero in breve tempo il loro lavoro abituale.

## Filmografia
- Bertoldo, Bertoldino e Cacasenno, regia di Giorgio Simonelli (1936)
- L'ultimo scugnizzo, regia di Gennaro Righelli (1938)
- La voce senza volto, regia di Gennaro Righelli (1939)
- Fascino, regia di Giacinto Solito (1939)
- Carmen fra i rossi, regia di Edgar Neville (1939)
- Imputato, alzatevi!, regia di Mario Mattoli (1939)
- Ricchezza senza domani, regia di Ferdinando Maria Poggioli (1939)
- Ultima giovinezza, regia di Jeff Musso (1939)
- Il cavaliere di San Marco, regia di Gennaro Righelli (1939)
- Fanfulla da Lodi, regia di Giulio Antamoro e Carlo Duse (1940)
- L'assedio dell'Alcazar, regia di Augusto Genina (1940)
- Boccaccio, regia di Marcello Albani (1940)
- È caduta una donna, regia di Alfredo Guarini (1941)
- L'amante segreta, regia di Carmine Gallone (1941)
- Il re d'Inghilterra non paga, regia di Giovacchino Forzano (1941)
- I pirati della Malesia, regia di Enrico Guazzoni (1941)
- Il bazar delle idee, regia di Marcello Albani (1941)
- La sonnambula, regia di Piero Ballerini (1941)
- La famiglia Brambilla in vacanza, regia di Carl Boese (1941)
- Buongiorno, Madrid!, regia di Gian Maria Cominetti (1942)
- Dora, la espía, regia di Raffaello Matarazzo (1943)
- La proxima vez que vivamos, regia di E. Gomez (1945)
- Quando gli angeli dormono (Cuando los angeles duermen), regia di Ricardo Gascón (1947)
- Las tinieblas quedaron atras, regia di Migel Iglesias (1947)
- La sirena negra, regia di Carlos Serrano de Osma (1947)
- La città dolente, regia di Mario Bonnard (1949)
- Cronaca di un amore, regia di Michelangelo Antonioni (1950)
- Manana cuando amanezca, regia di Javier Setó (1954)
- Luca bambino mio, regia di Ramón Fernández (1971)
- Là dove non batte il sole, regia di Antonio Margheriti (1974)
- Amore vuol dir gelosia, regia di Mauro Severino (1975)

## Prosa radiofonica EIAR
- Girasole, di Roberto Minervini, regia di Aldo Silvani, trasmessa il 31 luglio 1937.
- Sinfonia di Ognuno, commedia di Ferruccio Cerio, regia di Aldo Silvani, trasmessa il 22 maggio 1938
- Un appuntamento al caffè, commedia di Memmo Padovini, regia di Aldo Silvani, trasmessa il 18 giugno 1938